# Триоксид теллура
Триокси́д теллу́ра — неорганическое соединение теллура и кислорода с формулой TeO3. Существует в двух модификациях: α-TeO3 — ярко-жёлтое аморфное вещество и β-TeO3 — серые кристаллы. Медленно реагирует с холодной водой. Ангидрид теллуровой кислоты.

## Получение
- Разложение ортотеллуровой кислоты:

{\displaystyle {\mathsf {H_{6}TeO_{6}\ {\xrightarrow {220-320^{o}C}}\ TeO_{3}+3H_{2}O}}}

## Физические свойства
Триоксид теллура существует в двух модификациях:
- α-TeO3 — ярко-жёлтое аморфное вещество;
- β-TeO3 — серые кристаллы тригональной сингонии, пространственная группа R 3c, параметры ячейки a = 0,518 нм, α = 56,41°, Z = 2.

Плохо растворяется в холодной воде, медленно реагирует с ней.
α-TeO3 — парамагнетик, β-TeO3 — диамагнетик.
α-TeO3 более активен химически, при нагревании с избытком воды до 350—400°С переходит в более пассивную кристаллическую форму β-TeO3.

## Химические свойства
- При нагревании разлагается в диоксид теллура и кислород:

{\displaystyle {\mathsf {2TeO_{3}\ {\xrightarrow {400^{o}C}}\ 2TeO_{2}+O_{2}}}}
- Аморфная форма медленно реагирует с водой, образуя ортотеллуровую кислоту:

{\displaystyle {\mathsf {TeO_{3}+3H_{2}O\ {\xrightarrow {\tau }}\ H_{6}TeO_{6}}}}
- Реагирует с щелочами, образуя тетрагидроортотеллураты:

{\displaystyle {\mathsf {TeO_{3}+2NaOH+H_{2}O\ {\xrightarrow {}}\ Na_{2}H_{4}TeO_{6}\downarrow }}}
- Является сильным окислителем:

{\displaystyle {\mathsf {2TeO_{3}+2HCl\ {\xrightarrow {100^{o}C}}\ H_{2}TeO_{3}\downarrow +Cl_{2}\uparrow }}}
- Комплексообразование:

{\displaystyle {\mathsf {TeO_{3}+5HF\rightarrow H[TeOF_{5}]+2H_{2}O}}}
{\displaystyle {\mathsf {TeO_{3}+4HF+MeF\rightarrow Me[TeOF_{5}]+2H_{2}O}}} {\displaystyle (Me=Li^{+},Na^{+},K^{+},Rb^{+},Cs^{+},NH_{4}^{+})}